# Adolf Kuczewski

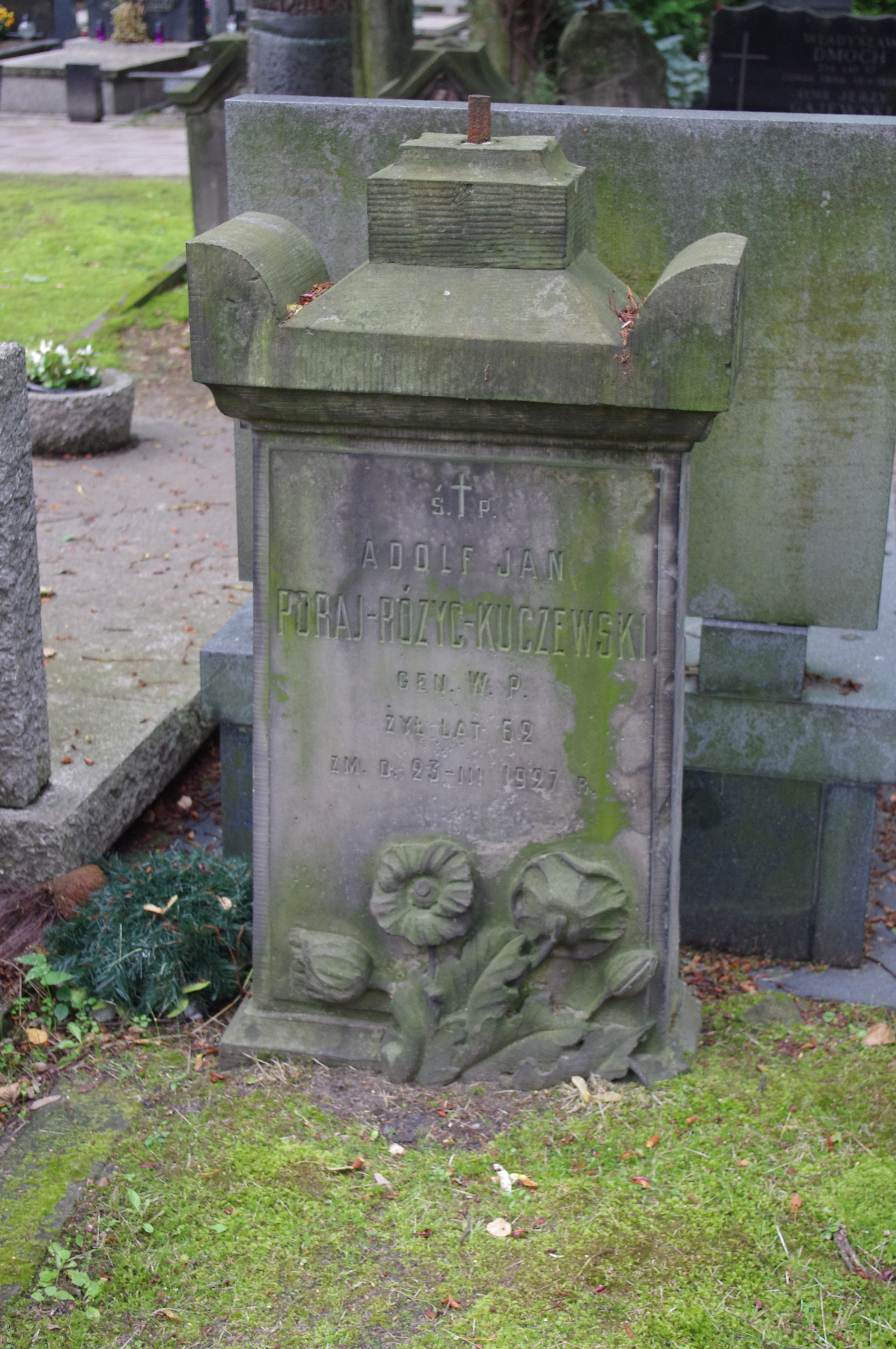
Grób generała Adolfa Kuczewskiego na Cmentarzu Wojskowym na Powązkach w Warszawie

Adolf Jan Kuczewski (ur. 2 lipca?/14 lipca 1866 w Mińsku, zm. 23 marca 1927 w Warszawie) – generał brygady Wojska Polskiego.

## Życiorys
Kształcił się w Korpusie Kadetów w Połocku. Od 1883 służył w 15 Tyfliskim Pułku Grenadierów. Ukończył kurs saperów i kurs wyższej taktyki. Uczestnik wojny rosyjsko-japońskiej. W walkach dwa razy ranny, doznał kontuzji głowy i przestrzału piersi. Walczył w I wojnie światowej na froncie niemieckim jako dowódca pułku piechoty i Brygady Piechoty. 1 sierpnia 1917 przydzielony został do I Korpusu Polskiego w Rosji. Objął dowództwo brygady w 3 Dywizji Strzelców Polskich.
W listopadzie 1918 przyjęty został do Wojska Polskiego. Wyznaczony na stanowisko dowódcy brygady w Dywizji Litewsko-Białoruskiej. Od lutego 1919 dowódca odcinka rawickiego w powstaniu wielkopolskim, potem inspektor piechoty w 3 Dywizji Strzelców Wielkopolskich, przemianowanej 1 lutego 1920 na 17 Dywizję Piechoty Wielkopolskiej.
25 czerwca 1919 na wniosek głównodowodzącego Sił Zbrojnych Polskich w byłym zaborze pruskim Komisariat Naczelnej Rady Ludowej dekretem nr 171 mianował go generałem podporucznikiem. 26 października 1923 Prezydent RP zatwierdził go w stopniu generała brygady ze starszeństwem z dniem 1 czerwca 1919.
Walczył w wojnie polsko-bolszewickiej 1920, jako dowódca Grupy Operacyjnej „Dokszyce”. Do 24 czerwca 1920 dowodził XXXIII Brygadą Piechoty, lecz sukcesów nie odniósł i przeniesiony został do Stacji Zbornej Oficerów w Warszawie. W 1921 zatrudniany w różnych komisjach, m.in. kontroli stanów, potem bez przydziału.
W 1923 przeniesiony został w stan spoczynku. Osiadł w Warszawie, gdzie zmarł. Pochowany na cmentarzu Powązki Wojskowe w Warszawie (kwatera 18B-4-19).

## Awanse
- podporucznik (Подпоручик) – 1886
- porucznik (Поручик) – 1890
- sztabskapitan (Штабс-капитан) – 1894
- kapitan (Капитан) – 1901
- podpułkownik (Подполковник) – 1911
- pułkownik (Полковник) – 1914

## Ordery i odznaczenia
- Krzyż Walecznych
- Medal Zwycięstwa („Médaille Interalliée”)[2]